# Tehkan World Cup
Tehkan World Cup est un jeu vidéo d'arcade développé en 1985 par Tehkan. 

## Système de jeu
Tehkan World Cup est un jeu de football en vue du dessus qui permet à deux joueurs de s'affronter en face à face. Son contrôle au trackball permet une jouabilité plus fluide.